# Inmigración mexicana en los Estados Unidos
Estados Unidos es el país donde reside la mayor comunidad de hispanohablantes inmigrantes. La comunidad mexicana es la más numerosa de todas las que residen en todo el país y la mayor diáspora mexicana en el mundo. Destaca la presencia de mexicanos en California, Texas, Nuevo México, Arizona, Nevada y Colorado. También hay comunidades mexicanas muy numerosas en Florida, Georgia, Illinois, Nueva York, Oklahoma, Oregón, Idaho, Ohio y Washington.
El desplazamiento de migrantes mexicanos hacia Estados Unidos es esencialmente un fenómeno laboral impulsado por la interacción de factores que operan en ambos lados de la frontera, donde los factores asociados con la demanda de trabajadores mexicanos en Estados Unidos son tan importantes como los de la oferta. A su vez, el funcionamiento de complejas redes sociales y familiares ha contribuido a propiciar que segmentos importantes de la fuerza laboral mexicana respondan con cierta rapidez a informaciones y oportunidades que se originan en los Estados Unidos, conformando un mercado laboral de facto que trasciende las fronteras nacionales. De acuerdo con el CONAPO las causas principales que motivan la migración mexicana hacia Estados Unidos son la oferta de trabajo con factores vinculados con la oferta-expulsión de fuerza de trabajo, la oferta empresarial y educativa con factores asociados con la demanda-atracción y la oferta social y turística con factores sociales que ligan a los inmigrantes con la familia, amigos, comunidades de origen y de destino. Además, existe una minoría de alrededor de 170 000 descendientes de indígenas, tanto de Estados Unidos como de México.

## Historia

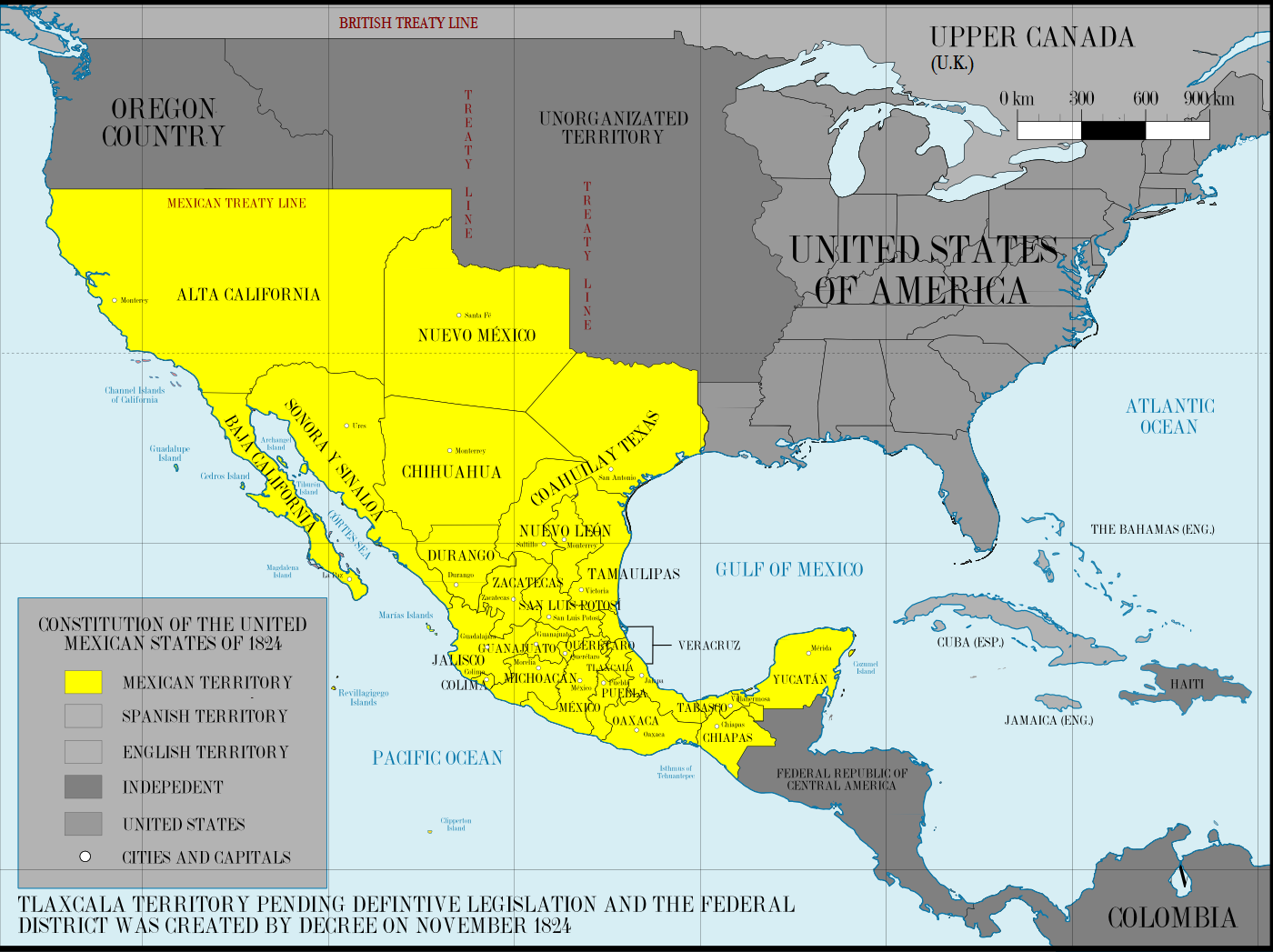
México en 1824

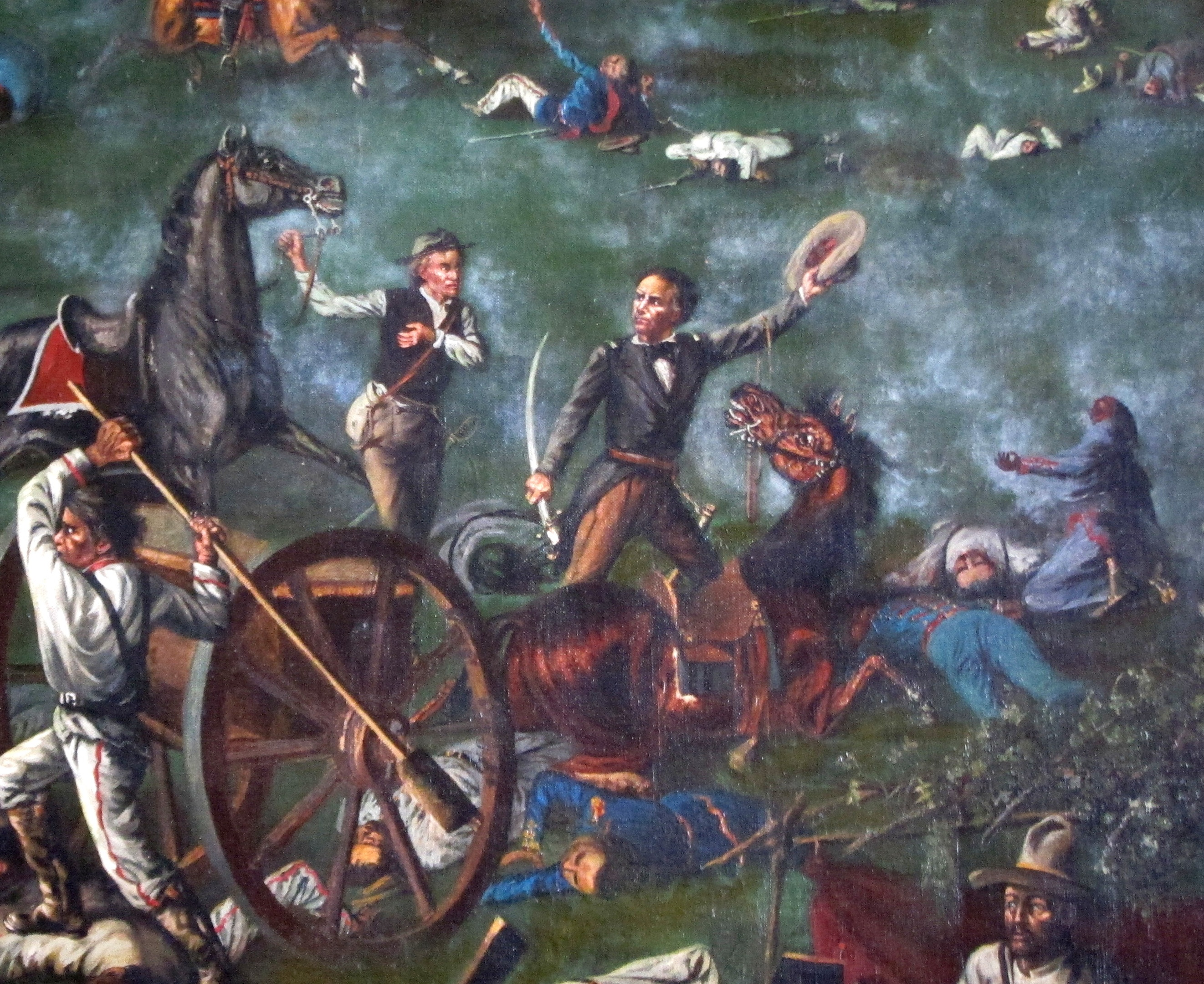
La batalla de San Jacinto de 1836 fue el movimiento que inició la independencia de Texas y los conflictos armados con México por el territorio.

Los problemas entre el gobierno mexicano y los colonos anglohablantes en Texas comenzaron con la promulgación de la constitución centralista de 1835, conocida como las Siete Leyes. Esta nueva legislación, promulgada por el presidente mexicano Antonio López de Santa Anna, dejaba sin efecto la antigua Constitución federal de 1824. Poco tiempo después, surgieron pronunciamientos en varias regiones del país. La guerra comenzó en territorio tejano el 2 de octubre de 1835, con la Batalla de González. Rápidamente, las fuerzas tejanas tomaron La Bahía y San Antonio Béjar, aunque pocos meses después serían derrotadas.
Después de algunas victorias mexicanas, la guerra terminó inesperadamente con la batalla de San Jacinto, a más de 300 kilómetros de la actual ciudad de San Antonio. En ese lugar, el general Samuel Houston condujo a los rebeldes tejanos y a los voluntarios estadounidenses a una aplastante victoria contra tropas mexicanas, al mando de López de Santa Anna, saldándose con el general capturado tras la batalla. Tras la conclusión de la guerra, se formalizó la independencia de la República de Texas. Texas se unió en 1845 a los Estados Unidos, y las reclamaciones de ambas partes no quedarían finiquitadas hasta la Intervención estadounidense en México, que se prolongaría entre 1846 y 1848.
México durante la guerra con los Estados Unidos pierde más de la mitad de su territorio, obligado a ceder sus territorios septentrionales de Alta California, Nuevo México, Texas y La Mesilla. Muchos mexicanos que vivían en estos extensos terrenos cambiaron de nacionalidad para poder conservar sus propiedades y otros decidieron vivir debajo de la nueva frontera internacional, muy en particular a los ciudadanos de Nuevo México. Finalmente, los mexicanos residentes en los Estados Unidos lograron conservar lengua, costumbres e identidad ante la imposición de costumbres angloamericanas. Durante la Segunda Guerra Mundial, los estadounidenses necesitaron gente para mantener dinámica y activa su economía empleando de manera temporal a campesinos y ciudadanos mexicanos que quisieran hacer los trabajos más desfavorables mientras los estadounidenses se dedicaban hacer negocios y pelear en distintos lugares del mundo para mejorar su carrera armamentista. Después de la fuerte crisis económica de 1994 inició una migración masiva de mexicanos hacia ciudades estadounidenses.
En los Estados Unidos, muchos de los mexicanos en ese país son de origen indígena y otros orígenes debido a que encuentran mejores oportunidades que en zonas rurales de México. Se dice que Los Ángeles, la más grande ciudad de California, es también la segunda ciudad mexicana por su tamaño, pues la cantidad de migrantes y descendientes de mexicanos rebasa con mucho los 4 millones de habitantes de la zona metropolitana de Guadalajara y Monterrey. La presencia mexicana en el vecino del norte comienza con la anexión de la mitad norte del territorio del país en 1847. Algunos de los mexicanos que quedaron al otro lado de la frontera regresaron a México, pero otros se quedaron allá (Nuevo México), y conservaron su idioma y costumbres. A ellos se les sumó una buena cantidad de braceros, que se fueron a radicar a Estados Unidos, algunos temporalmente, mediante un acuerdo laboral entre los gobiernos de Washington y México. Las últimas crisis económicas en México han favorecido la emigración hacia el norte.
Durante la Gran Depresión, el gobierno de Herbert Hoover dirigió una campaña contra los inmigrantes en Estados Unidos que afecta en mayor medida a los mexicano-estadounidenses. La mayoría de las deportaciones fueron supervisadas por las autoridades locales y estatales que actuaban bajo la dirección de la administración Hoover. La repatriación voluntaria fue mucho más común durante las repatriaciones que la deportación formal. Al menos 82 000 de los repatriados fueron deportados formalmente por el gobierno federal, incluidos 34 000 deportados a México entre 1930 y 1933. Durante la década de 1930, entre 355 000 y un millón fueron repatriados o deportados a México; se calcula que entre el cuarenta y el sesenta por ciento de ellos eran ciudadanos nativos de Estados Unidos- abrumadoramente niños. Algunos académicos sostienen que el número sin precedentes de repatriaciones entre 1929 y 1933 fue parte de una "política explícita de la administración Hoover". Según el profesor de derecho Kevin R. Johnson, las campañas de deportación se basaron en el origen étnico y se ajustan a las definiciones legales modernas de limpieza étnica porque a menudo ignoran la ciudadanía.

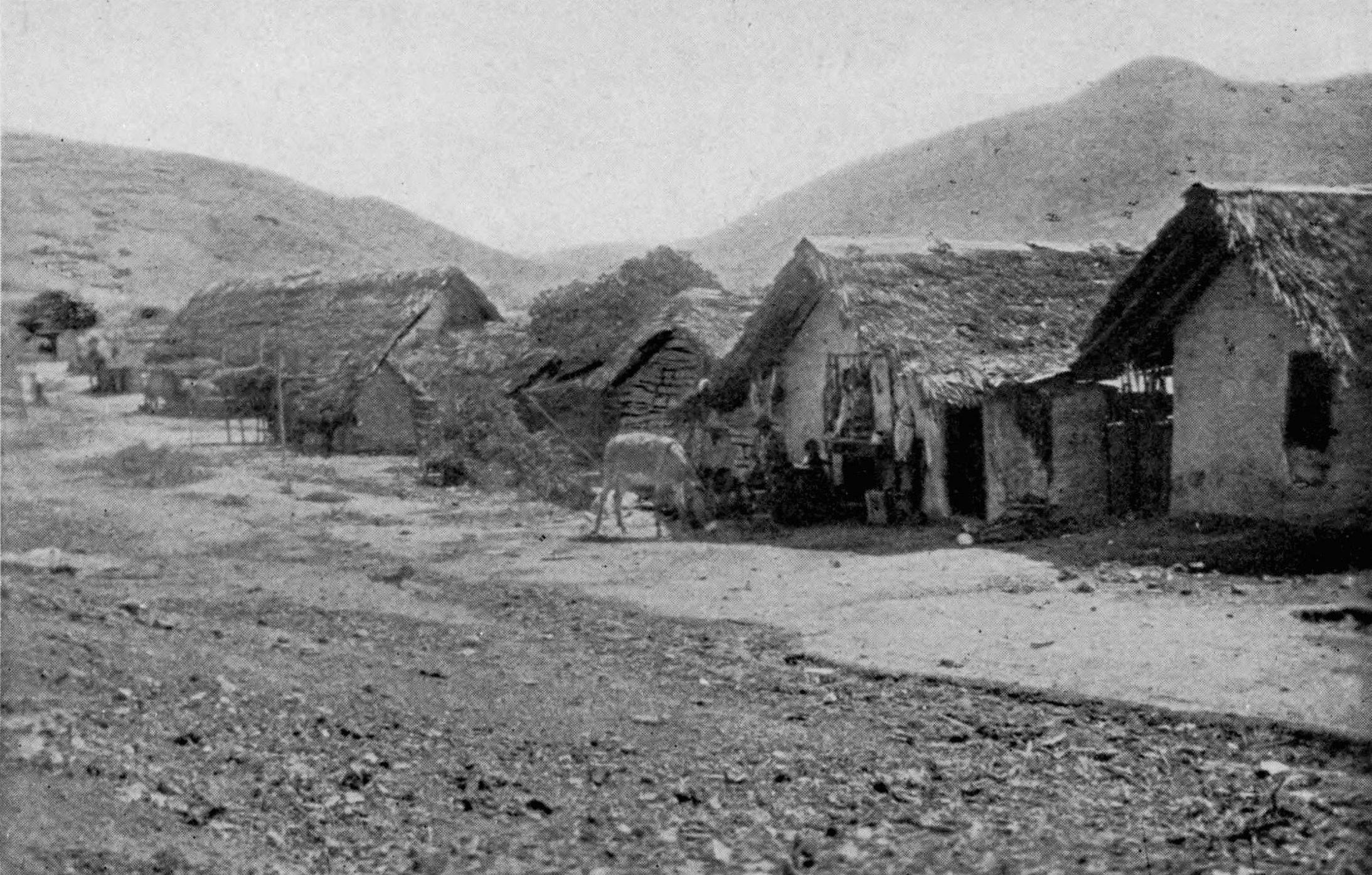
Los primeros braceros mexicanos arribaron a California en 1917.

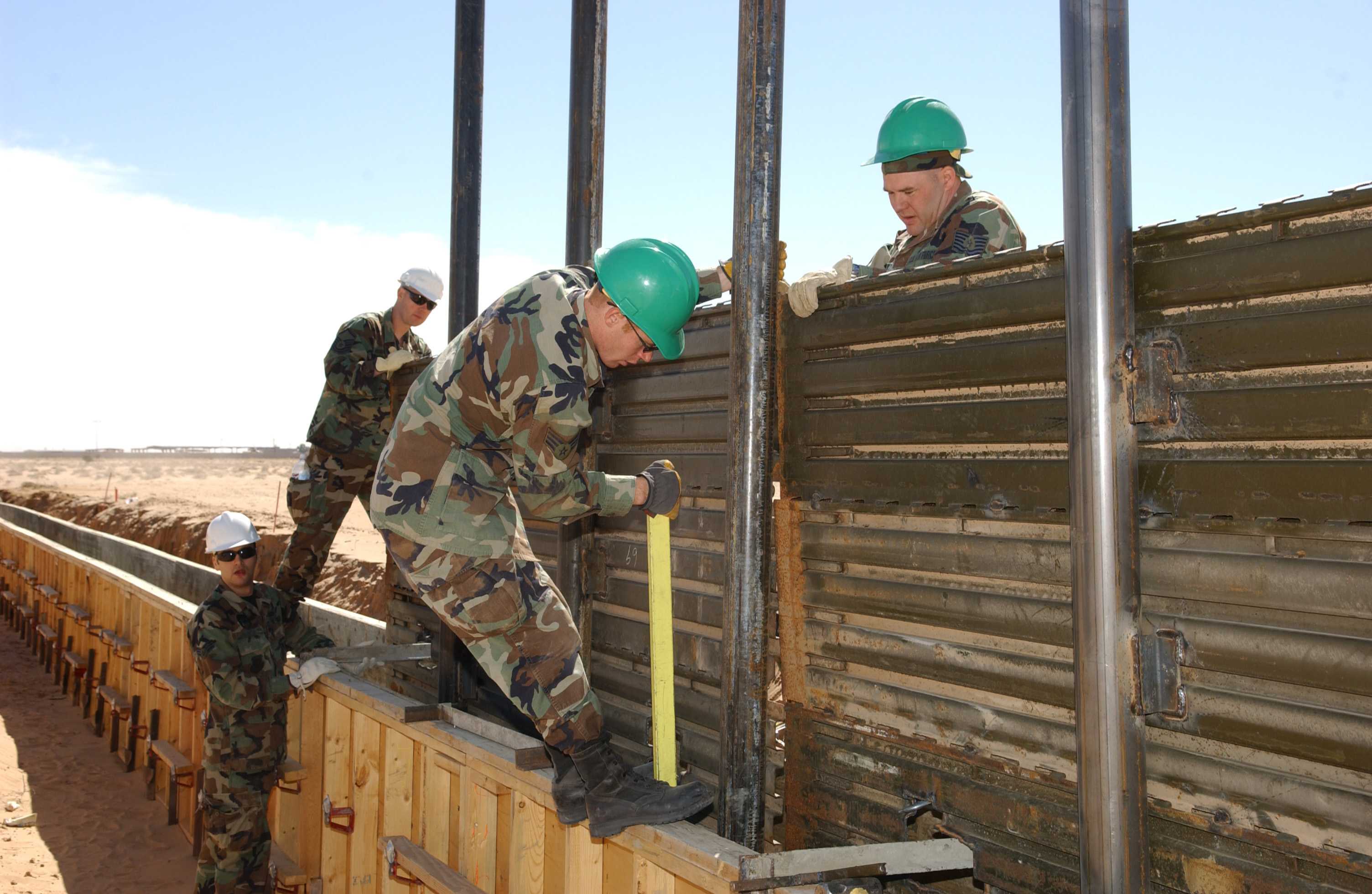
El ejército estadounidense refuerza la etapa final del muro fronterizo en Nuevo México.

En los vertiginosos días de la década de 1960, cuando el movimiento estudiantil estuvo activo en todo el mundo, el movimiento chicano llevado a cabo acciones tales como las huelgas de masas por los estudiantes de secundaria en Denver y el Este de Los Ángeles en 1968 y la moratoria chicana de Los Ángeles en 1970. El movimiento fue especialmente fuerte en el nivel universitario, donde los activistas forman MEChA, una organización que busca promover la unidad y la chicana empoderamiento a través de la educación y la acción política, sino también los ideales propugnan revanchistas en torno a "recuperar" el sudoeste de Estados Unidos para los mexicanos. La Moratoria Chicana, formalmente conocido como el Comité de Moratoria Nacional Chicana, fue un movimiento de chicanos activistas contra la guerra que construyeron una coalición de amplia base, pero frágil de los mexicano-estadounidenses a grupos a organizar la oposición a la guerra de Vietnam. La comisión fue encabezada por activistas de las universidades locales y miembros de la "Brown Berets", un grupo con raíces en el movimiento de estudiantes de secundaria que realizaron paros en 1968, conocido como los paros del Este de Los Ángeles, también llamado "reventones". El mejor hecho histórico conocido de la moratoria fue la muerte de Rubén Salazar, conocido por sus reportajes sobre los derechos civiles y la brutalidad policial. La historia oficial es que Salazar fue asesinado por una granada de gas lacrimógeno disparada por un miembro del Departamento del Sheriff de Los Ángeles en el Café del Dólar de Plata en la celebración del 29 de agosto realmente.
En la actualidad, CONAPO estimaba el flujo neto anual hacia este país del norte asciende a 390 mil mexicanos, proceso que ha dado lugar a la formación de una comunidad de ascendencia mexicana de magnitud considerable, que ascendía en 2003 a 26.7 millones, de los cuales cerca de 16.8 millones corresponden a los nacidos en Estados Unidos de ascendencia mexicana y 9.9 millones a la población nacida en México residiendo de manera autorizada o no autorizada en este país, lo que equivale al nueve por ciento de la población total de México y 3.6 por ciento de Estados Unidos.

## Residentes mexicanos y migrantes temporales

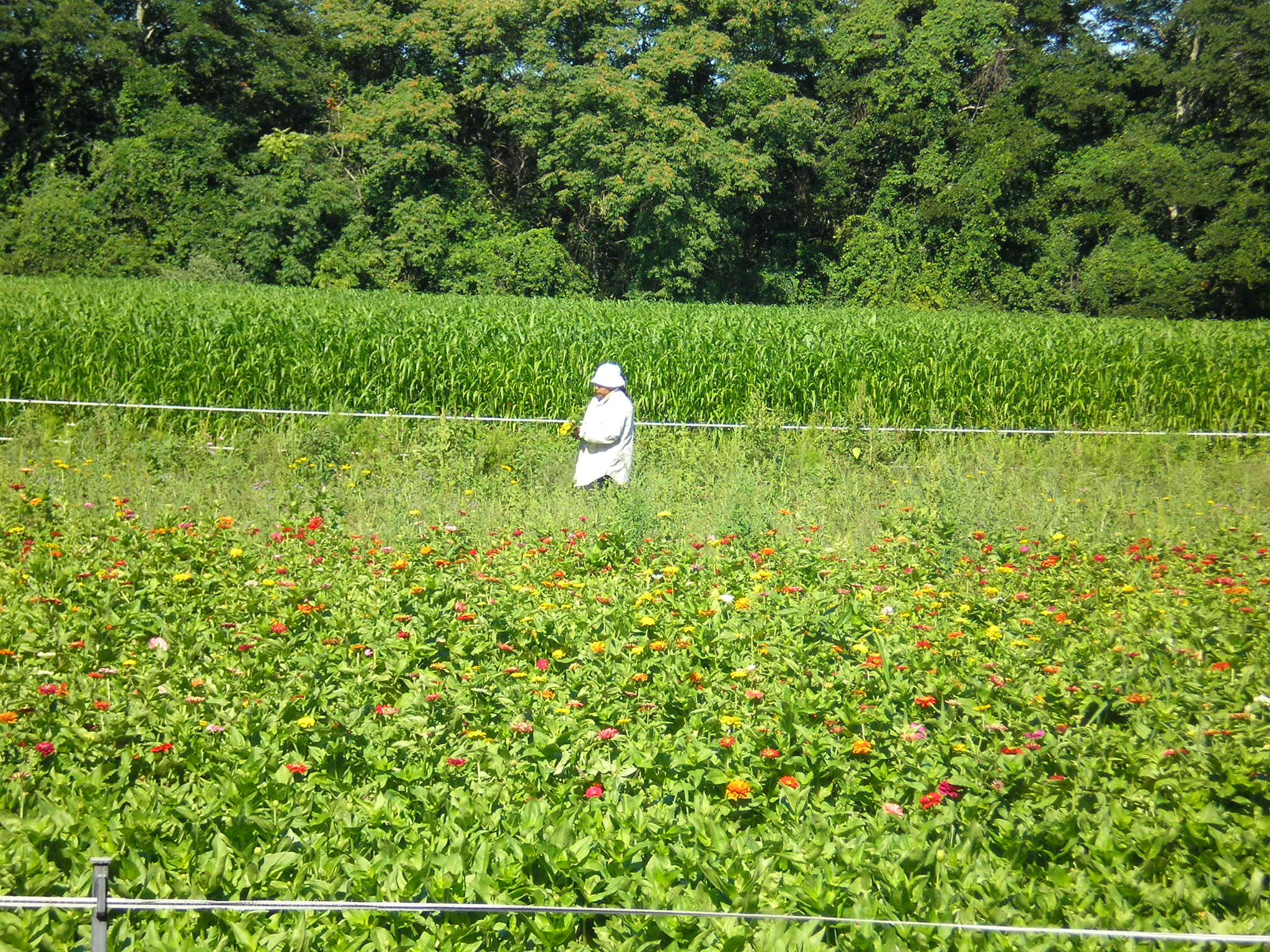
Los braceros mexicanos trabajando en las zonas agrícolas de Los Ángeles.

Los trabajadores temporales constituyen el grupo más cuantioso del flujo migratorio al país vecino. Una modalidad específica de la migración a Estados Unidos es la migración laboral de carácter temporal que, con frecuencia, antecede a la llamada migración permanente. No obstante que a mediados del siglo pasado los trabajadores temporales se consideraban como el flujo migratorio mayoritario hacia Estados Unidos, desde los años setenta se produjo un aumento sistemático de la migración permanente, sin embargo, actualmente continúa siendo una modalidad relevante cuyo monto anual promedio se estima en alrededor de 437 mil mexicanos que trabajaron un tiempo en Estados Unidos y más tarde regresan a sus comunidades de origen en México. El programa bracero ha sido el esfuerzo conjunto más grande de Estados Unidos y México por lograr un programa de trabajadores temporales.

### Migrantes indígenas

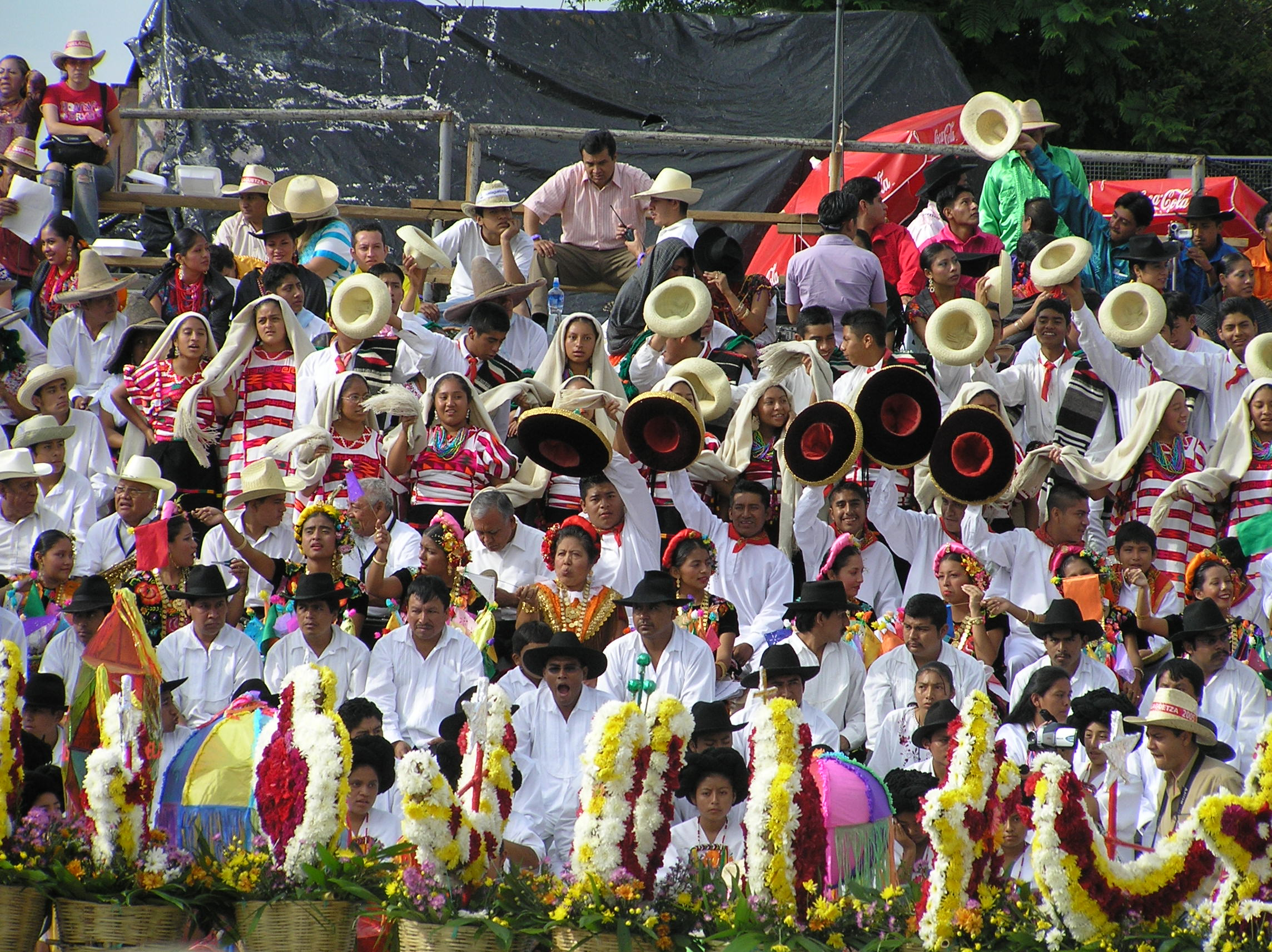
La Guelaguetza, fiesta indígena oaxaqueña que se celebra también en ciudades de California.

Los indígenas mexicanos son un grupo importante de la migración hacia los Estados Unidos que tienen características muy distintas en respecto a sus paisanos mestizos y criollos. Aunque los estadounidenses les llaman Latinos, los indígenas rechazan que se les ponga una etiqueta con la que no tienen ningún vínculo racial, ellos argumentan que están emparentados más bien con los propios indígenas estadounidenses y no con los mestizos latinoamericanos o descendientes de países mediterráneos. Además, suelen mantener sus idiomas indígenas como el náhuatl y el mixteco formando comunidades.
Ellos son participantes de sus fiestas y tradiciones en sus pueblos natales, no solo mandan remesas para construcción de sus viviendas, sino que también financian para las actividades comunitarias como el Tequio o fiestas religiosas, muchos de ellos regresan a México en fechas importantes y después vuelven a cruzar hacia los Estados Unidos. Generalmente buscan trabajos relacionados con actividades agrícolas, pesqueras o ganaderas; ya que es muy importante entender la liga de la tierra y la naturaleza con la cosmogonía indígena de los pueblos mexicanos.
Algunos sufren burlas y rechazo de sus propios paisanos mexicanos que no son indígenas, muchas veces no logran compaginar con la forma de vida estadounidense o chicana; y a causa del desconocimiento de las leyes de este país han creado conflictos culturales o de comportamiento como: la venta o entrega de sus hijas a cambio de productos u objetos, en algunos casos otros problemas que se suscitan en los departamentos multifamiliares por la celebración de ritos ancestrales sin conocer el régimen de condóminos.

## Xenofobia
En julio de 2008, Luis Ramírez, un inmigrante mexicano indocumentado, fue golpeado hasta la muerte por varios jóvenes en Shenandoah, Pensilvania, mientras caminaba hacia su casa una noche; testigos informaron que los agresores gritaron insultos raciales a Ramírez. Luis (víctima) y la madre de sus dos hijos, Crystal Dillman, fue citado diciendo uno de los cuatro adolescentes, "Creo que podría bajarse, porque Luis era un mexicano ilegal y estos son los de todos los estadounidenses de los chicos del equipo de fútbol que obtienen buenas calificaciones, o lo que sea que están diciendo acerca de ellos... van a encontrar la manera de dejarlos ir". Brandon Piekarsky, de 17 años, y Derrick Donchak, de 19, recibieron de 7 a 23 meses de prisión por su participación en el asesinato del inmigrante mexicano Luis Ramírez de 25 años de edad.

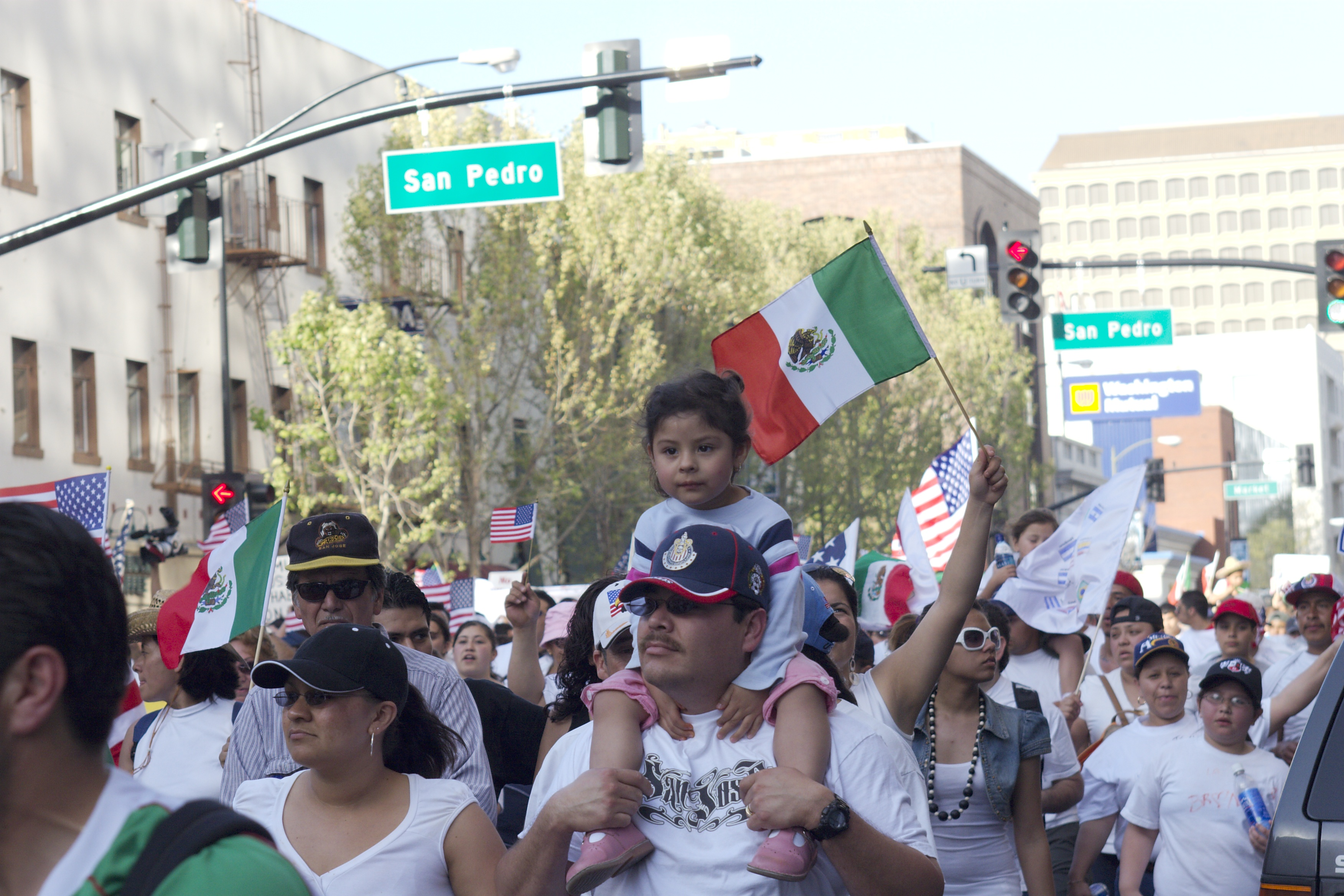
Manifestantes mexicanos, el día 1 de mayo en San José, California.

En California, el estado con mayor población mexicana y mexicano-estadounidense, el número de crímenes de odio contra los mexicanos casi se ha duplicado. Los sentimientos antimexicanos también pueden ser dirigidos en contra de otros hispanoamericanos en los Estados Unidos. Esta estadística ha sido cuestionada por la Federación de Lucha contra la Inmigración para la Reforma Migratoria Estadounidense, tomando como base el año 2003, en el que se denunciaron pocos crímenes de odio contra hispanoaméricanos, a un nivel inusualmente bajo.
En Birmingham (Alabama) el propietario de un negocio de delicatessen, Steve Dubrinsky, ha sido atacado por hablar a favor de los trabajadores inmigrantes documentados en su restaurante.

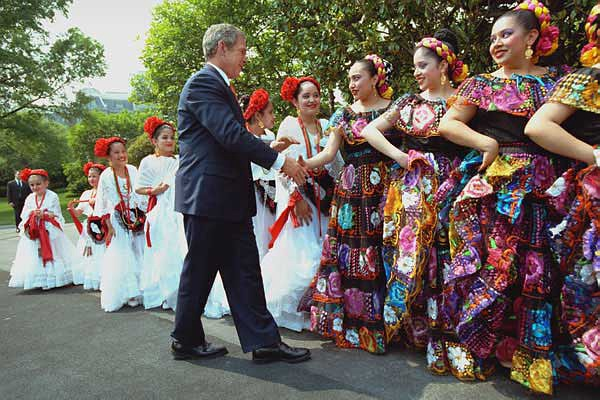
El expresidente George W. Bush saluda a las bailarinas del Cinco de Mayo. La fiesta, que se celebra en California continuamente desde 1863, es prácticamente ignorada en México.

Ha habido muchas críticas hacia el ICE y varios políticos sobre lo que ha sido percibida por algunos como hablas o acciones anti-mexicanas. En los tiempos modernos, las organizaciones como el neonazi, de la supremacía blanca, nacionalista estadounidense, y los grupos nacionalistas han sido conocidos y continúan intimidando, hostigando y abogan por el uso de la violencia hacia los mexicano-estadounidenses. Existen comentarios racistas hacia los mexicanos como "espaldas mojadas" (wetbacks), "perros", "impecable" o "Spic", "sucio mexicano", "beaner", "ilegal", "extranjero", "cucaracha", "bandido" o "bandido" (un derivado de inglés "bandido", emulando a los aspectos de las lenguas ibéricas en lugar de un error ortográfico del español "bandido") se han utilizado.
Muchas protestas, marchas, ayunos y grupos de oración están teniendo lugar actualmente en oposición a las nuevas leyes de inmigración de Estados Unidos.
La columnista y escritora estadounidense Ann Coulter comentó que Estados Unidos debería aplicar las mismas medidas que Israel ha puesto en marcha en la franja de Gaza para resolver el problema migratorio bombardeando México. Además, deseó que Benjamin Netanyahu, primer ministro de Israel, fuera presidente de Estados Unidos. "Netanyahu podría resolver nuestros problemas en la frontera de la manera en la que resuelve los suyos", comentó la escritora en el programa Hannity, transmitido por la cadena Fox News. "En nuestra frontera se han encontrado cientos de túneles en los que pasan: drogas, armas, inmigrantes. Nos están invadiendo".

## Cultura mexicana en los Estados Unidos

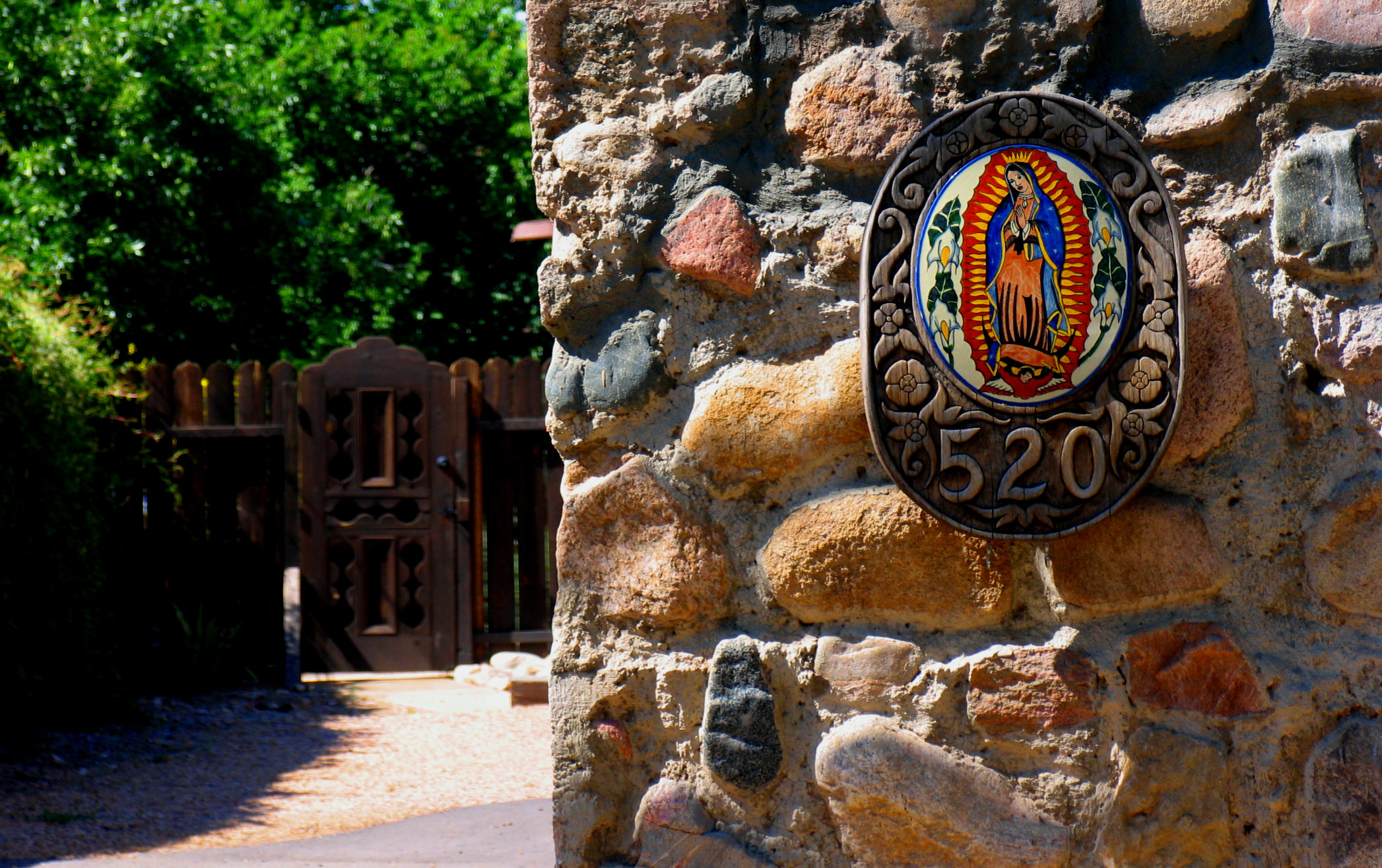
Influencia mexicana en la ciudad de Santa Fe de Nuevo México.

Aunque la población mexicana que reside en los Estados Unidos ha asimilado costumbres y tradiciones estadounidenses, son también los estadounidenses quienes han asimilado y adoptado costumbres y tradiciones populares mexicanas. La cultura mexicana es una de las más fuertes y arraigadas en todo el mundo, razón por la cual muchos países han sido absorbidos por la cultura de los diversos pueblos de México.

## Educación
En los Estados Unidos, existen un número considerable de instituciones educativas que promueven la cultura y la enseñanza de la lengua española entre los estadounidenses con orígenes hispánicos o mexicanos.[cita requerida]
En México el Sistema Educativo Nacional tiene la responsabilidad de que todos los Mexicanos cuenten con la educación básica; preescolar, primaria y secundaria, es decir al menos nueve años.
En los Estados Unidos las leyes educativas señalan que todos los jóvenes estadounidenses deben cursar al menos hasta high school, un total de doce años de educación básica. y los jóvenes inmigrantes también tienen la posibilidad de seguir sus estudios. Al querer ingresar a la Universidad por ser inmigrantes no cuentan con ayuda del gobierno, pero si tienen buenas calificaciones pueden obtener ayuda de becas de organizaciones privadas.
En 2013 se promovido una ley llamada DACA (por sus siglas en inglés) para beneficio de todos los jóvenes inmigrantes que estudiaron.

## Separación Familiar
Si bien la separación familiar no es un tema privativo de los inmigrantes mexicanos, si es cierto que al ser el principal grupo de inmigrantes a los Estados Unidos lo convierte en el con mayor número de incidencia.
Así mismo debido a las leyes migratorias vigentes, tales con la "Ley Del Castigo", de acuerdo a las Secciones 212(a)(9)(i) y 212 (a)(9)(ii) del Acta de Inmigración y Nacionalidad (Immigration and Nationality Act) Archivado el 8 de marzo de 2016 en Wayback Machine. impone castigos para el reingreso a los inmigrantes que están presente en los Estados Unidos ilegalmente, ellos deben salir del País y solicitar fuera del mismo su Visa de Residente legal.
Es en estos momentos que debe solicitarse el perdón para el reingreso a los Estados Unidos, lo cual en caso de denegarse puede implicar la separación familiar por hasta 10 años, por consiguiente existen miles de familias que detienen el proceso de legalización de uno o 2 de los cónyuges, o no lo inician por temor a recibir dicha penalización.
Sin duda alguna la migración ilegal es un problema mundial. Particularmente en Estados Unidos los migrantes ilegales tienen que tomar decisiones difíciles al querer buscar "The American Dream". La mayoría en común tienen que dejar familiares y arriesgar la vida en la travesía, muchos de ellos tristemente no lo logran y los que lo hacen se encuentran con muchas dificultades. Llegan usualmente a hacer trabajos muy físicos y algunas veces de alto riesgo. Pero los más importante es lo que cada uno de estos migrantes pasa emocionalmente, la mayoría en algún momento u otro sufre de nostalgia por la familia que dejó atrás en su país de origen y si deciden tener su familia en los Estados Unidos siempre viven con la incertidumbre si el día de mañana todavía van a estar juntos o van a ser separados.
La separación familiar no solo representa un daño emocional, sino también representa un daño económico puesto que significa sustentar dos hogares al mismo tiempo. Muchos de los que deciden solicitar la residencia permanente saben que se arriesgan a vivir la separación familiar, y experimentan días de incertidumbre, siempre esperando un resultado positivo, pero conscientes de que puede ser lo contrario. Asimismo se preparan económicamente ya que muchas de las veces, aunque su visa sea aprobada tienen que esperar días, semanas, incluso meses para recibirla y así poder regresar a los Estados Unidos.

## Grupos de presión en contra de la inmigración mexicana
Existen diversos grupos que ya sea por cuestiones de ideología, económicas o de nacionalismo se oponen a la inmigración de personas que consideran no afines a su manera de entender cuál debería ser la demografía de los Estados Unidos, es en este caso donde existen grupos o personalidades que específicamente mencionan y se oponen sistemáticamente a la inmigración mexicana, grupos como el Tea Party, personalidades como los Hermanos Koch, herederos de un gran imperio petrolero vinculados al tea party: Donald Trump, magnate de bienes raíces y con notorias declaraciones antimexicanas en su actual gobierno de los Estados Unidos; la periodista Ann Coulter, el Senador por Texas Ted Cruz o cadenas noticiosas como Fox News son algunos de los ejemplos de estos casos. La mencionada Ann Coulter incluso ha hecho declaraciones de cargado sesgo xenofóbico, ya sea en su propio sitio web. o en declaraciones como cuando estuvo en el programa del periodista nacido en México Jorge Ramos Ávalos.

## Religión
Dentro del tema religioso, el pueblo mexicano se considera mayoritariamente católico, logrando importante influencia dentro de la política estadounidense y un incremento considerable de católicos en los Estados Unidos. Desde un principio, los mexicanos fueron distinguidos entre la sociedad estadounidense por sus creencias cristianas, así también por sus creencias ancestrales dentro de los pueblos indígenas, logrando un sincretismo religioso poco común entre otros grupos católicos de los Estados Unidos.
Otras religiones profesadas por los mexicanos en los Estados Unidos son el protestantismo y muchas denominaciones evangélicas:los bautistas, los hermanos libres, y muchas otras ramas evangélicas que son cristianas y es la religión en los que la mayoría de los estadounidenses profesan. Otras religiones distintas son: mormonismo, judaísmo y religiones ancestrales de los pueblos indígenas de México sin relación con el cristianismo. Es realmente la influencia de los Estados Unidos, lo que ha logrado que muchos mexicanos abandonen el catolicismo y se integren a una nueva comunidad religiosa.
Otro grupo de mexicanos que reside en USA, no profesa religión alguna, aunque afirma su creencia en una deidad, también el ateísmo es una convicción ideológica que promueven y practican muchos mexicanos.

## Chicanos

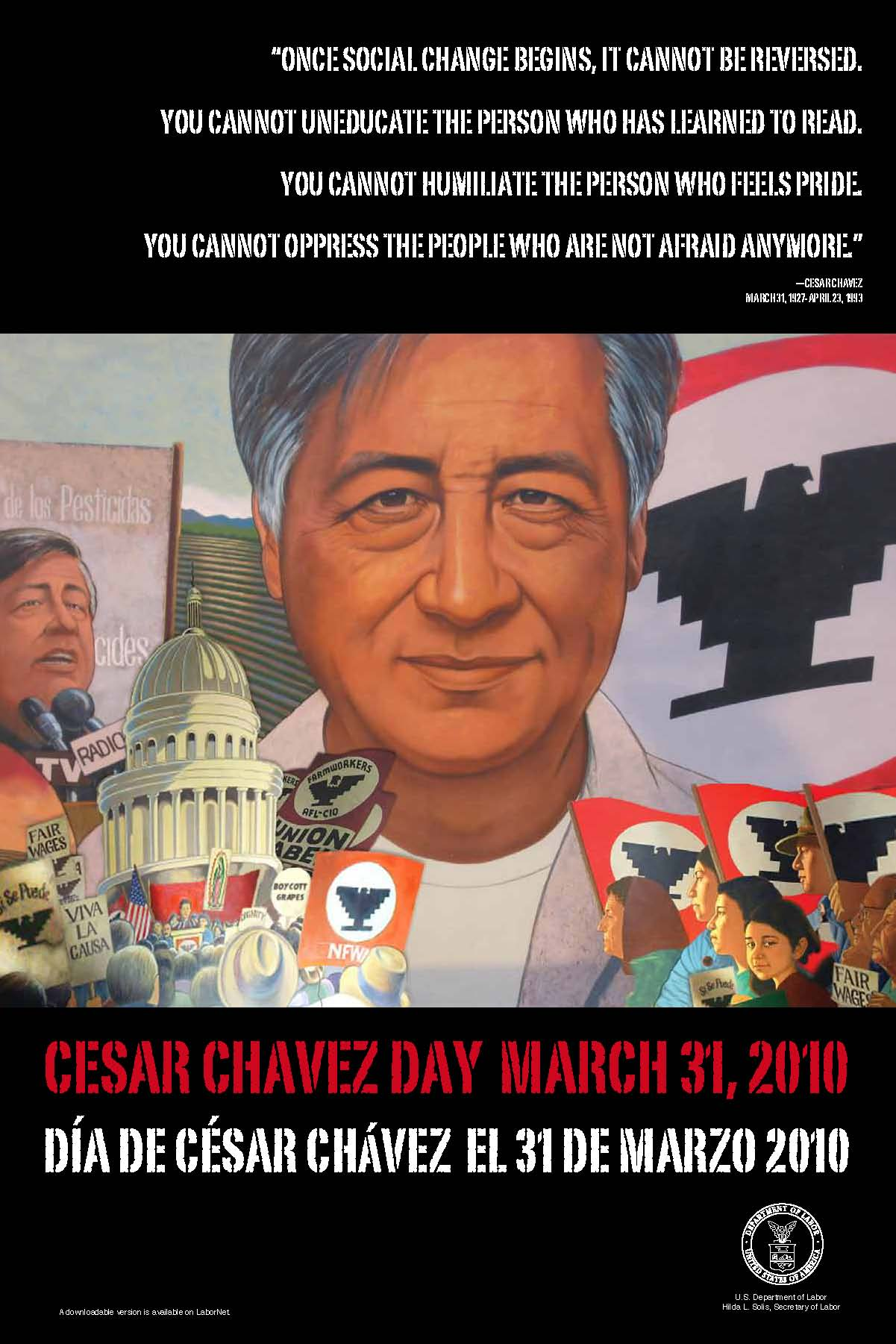
César Chávez, activista chicano.

Chicano es un término empleado coloquialmente principalmente en los Estados Unidos para referirse a los mexicano-estadounidenses. En un inicio, se utilizó para referirse a los habitantes hispanos oriundos de los territorios estadounidenses que pertenecieron anteriormente a México (Texas, Arizona, Nuevo México, California, Utah, Nevada y partes de Colorado y Wyoming). Sin embargo, dependiendo de la fuente o el contexto, puede referirse a un ciudadano estadounidense de origen mexicano, una persona nacida en los Estados Unidos de origen mexicano.
Los mexicanos-estadounidenses son los estadounidenses de ascendencia mexicana. En julio de 2009, los mexicano-estadounidenses representaban el 10,3% de la población de los Estados Unidos, con más de 31,000,000 de hab, que figuran como descendientes de mexicanos. Los mexicano-estadounidenses comprenden el 66% de todos los latinos e hispanos (Raza Latina) de los Estados Unidos. Los Estados Unidos, es la segunda comunidad en el mundo, con mayor número de mexicanos en el mundo, solo superada por su lugar de origen, México.Ejemplo de esto es la ciudad de Los Ángeles, que es la ciudad con más mexicanos en el mundo, solo después de la Ciudad de México. También comprenden el 23% de todos los mexicanos del mundo. Canadá tiene la tercera mayor cantidad de mexicanos fuera de su lugar de origen. La mayoría de mexicano-estadounidenses son descendientes de tribus nativas, europeos y la gran mayoría de españoles.

## Influencia de los mexicanos en los Estados Unidos

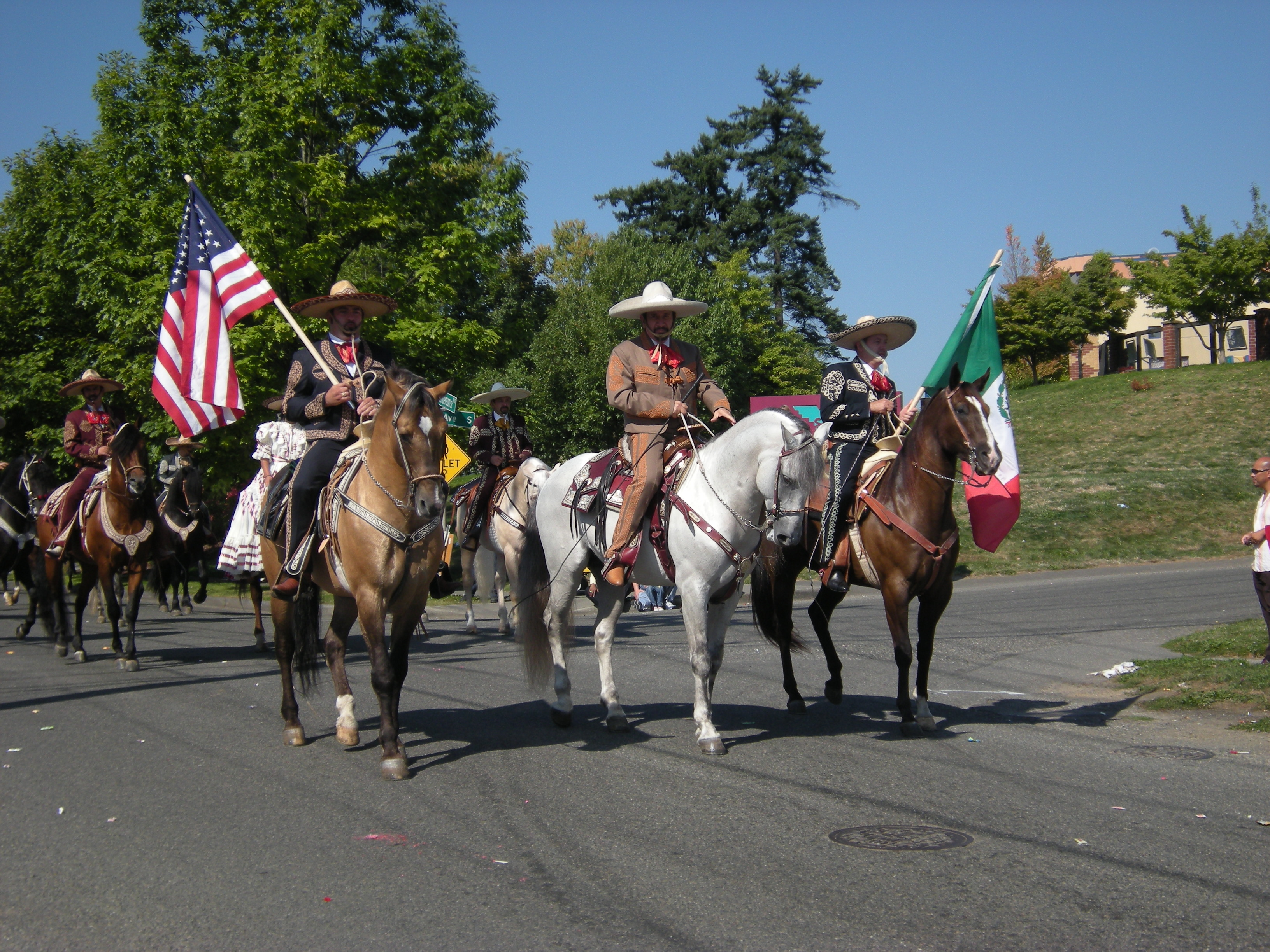
Celebración de las fiestas patrias mexicanas en Seattle.

De una población de casi 57 millones de hispanos/latinos en los Estados Unidos, 63% son de origen mexicano; más de 36 millones.
Los mexicanos también representan el grupo de extranjeros más grande en los Estados Unidos, y a diferencia de lo que sucedía hace algunas décadas, los mexicanos que arriban recientemente a los Estados Unidos tienen más posibilidades de tener estudios universitarios y conocimiento del inglés.
Un estudio de la Universidad de Georgia afirma que los mexicanos y los mexicano-estadounidenses tienen un poder adquisitivo de 881,000 millones USD, lo que representa el 57.2% del poder adquisitivo total de la población latina en los Estados Unidos, mientras que más de 1.2 millones de mexicanos son emprendedores, cifra mayor a la de los asiáticos estadounidenses y los afroestadounidenses en este rubro. Según el Departamento de Trabajo de los Estados Unidos, la fuerza laboral de los mexicanos es la más numerosa dentro de la comunidad hispana de 16 años o más y ha aumentado de 11 a más de 16 millones de personas de 2000 a 2016.
Más del 30% de los trabajadores de toda la industria agrícola en los Estados Unidos son mexicanos o de origen mexicano. El 25% de los emprendedores en la industria de la construcción en los Estados Unidos son mexicanos o de origen mexicano.
Hasta el momento, California y Nuevo México son los Estados de los Estados Unidos en donde los latinos/hispanos (abrumadora mayoría mexicanos) ya son la mayoría poblacional frente a los blancos no hispanos, mientras que, en el Estado de Texas, la población latina/hispana sigue en ascenso y se prevé que en un futuro cercano también pueda ser de mayoría hispana.

"México está reconquistando con el vientre de sus mujeres una parte de lo perdido".

"Estados Unidos termina siendo oficialmente una nación bilingüe, no tengo duda, es cuestión de tiempo y… de fecundidad".
José Mujica

## Comunidades mexicanas
En los Estados Unidos, la comunidad mexicana es la mayor población de hispanoaméricanos que residen en este país, son el 64% de la población hispana y están concentrado principalmente el Suroeste de la nación. California y Texas son los estados con mayor concentración de inmigrantes mexicanos por población respecto al total del país y Nuevo México es el estado con mayor población mexicana en comparación a su propia población.
Los mexicanos del centro y sur son los que más emigran a Estados Unidos de manera como ciudadano legal e ilegal, mientras que los mexicanos de la región norte en su mayoría van como turistas, compradores y estudiantes temporales, la mayoría de manera legal.

### Tamaulipecos
Los tamaulipecos usualmente viajan a estados grandes e importantes, como Texas y Massachusetts.

### Guanajuatenses
Los guanajuatenses son la segunda comunidad de mexicanos más numerosa en los Estados Unidos, están distribuidos prácticamente en todos los estados del país, pero sobresalen las comunidades de California, Texas, Nuevo México, Nevada, Colorado, Alaska, Idaho, Illinois, Wisconsin y Iowa, entre otros.

### Guerrerenses
Los guerrerenses son una comunidad de mexicanos en los Estados Unidos, están distribuidos en Arizona, California, Texas, Nuevo México, Nevada, Florida y Alabama.

### Hidalguenses
Los hidalguenses son una comunidad de mexicanos en los Estados Unidos, están distribuidos en Arizona, California, Texas, Nuevo México, Nevada, Florida y Alabama. Los hidalguenses del Valle del Mezquital son quienes han emigrado a los Estados Unidos de manera masiva, dentro de sus actividades están la de la construcción y la reparación de viviendas.

### Jaliscienses
Los jaliscienses son de las principales comunidades de mexicanos en los Estados Unidos, están distribuidos en California, Arizona, Texas, Nuevo México, Nevada, Wisconsin, Idaho, Illinois, Indiana, Nueva York y Washington.

### Michoacanos

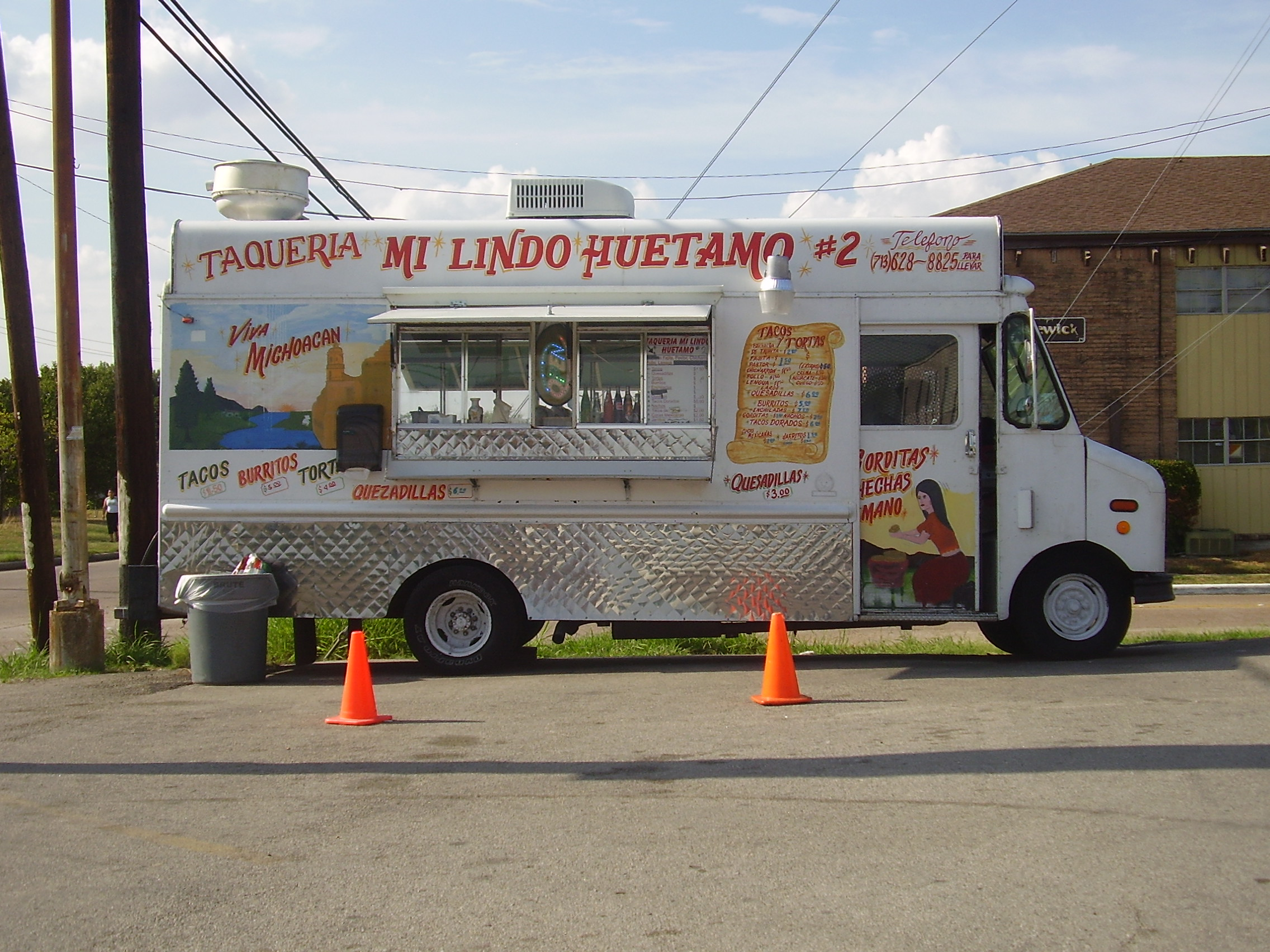
Taquería Mi Lindo Huetamo #2, en Houston, Texas.

Los michoacanos son la comunidad de mexicanos más numerosa y son una de las principales comunidades de mexicanos en los Estados Unidos, están distribuidos principalmente en los estados de California, Texas, Nuevo México, Nevada, Colorado, Oklahoma, Oregón, Indiana, Illinois, Georgia, Wisconsin y Nebraska, aunque hay presencia michoacana en todos los estados de los Estados Unidos.
La variedad de la cocina regional michoacana parece no tener límites. Los purépechas, apegados como son a la tierra, han sabido aprovechar granos y frutas para crear un mundo de auténticas delicias a las que han integrado especias y carnes que vinieron con la cocina europea. La gastronomía de Michoacán conforma una importante parte de los platillos mexicanos.
En los campos agrícolas de California, los purépechas son muy numerosos y han tenido la fortuna de seguir conservando su lengua y sus tradiciones en las villas agrícolas; muchos purépechas han nacido en California y se han integrado rápidamente a la sociedad californiana. Los purépechas se han concentrado en los condados de Imperial, San Diego, San Bernardino, Fresno, Santa Bárbara, Monterrey y Ventura con amplias actividades agroindustriales.

### Oaxaqueños
Los oaxaqueños son de las principales comunidades de mexicanos en los Estados Unidos, están distribuidos en California, Arizona, Texas, Nuevo México, Nevada, Georgia, Illinois y Washington. La cultura de Oaxaca ha dejado un impacto importante en la cultura estadounidense, la gastronomía del estado es destacada en este país, así como la Guelaguetza.
Los oaxaqueños en los Estados Unidos han enriquecido el panorama lingüistíco de este país, ya que un porcentaje alto de migrantes oaxaqueños son de origen indígena, los cuales siguen manteniendo muchos de sus vínculos ancestrales dentro de las comunidades que han formado principalmente en los estados California, Arizona, Texas y Nevada.

### Poblanos

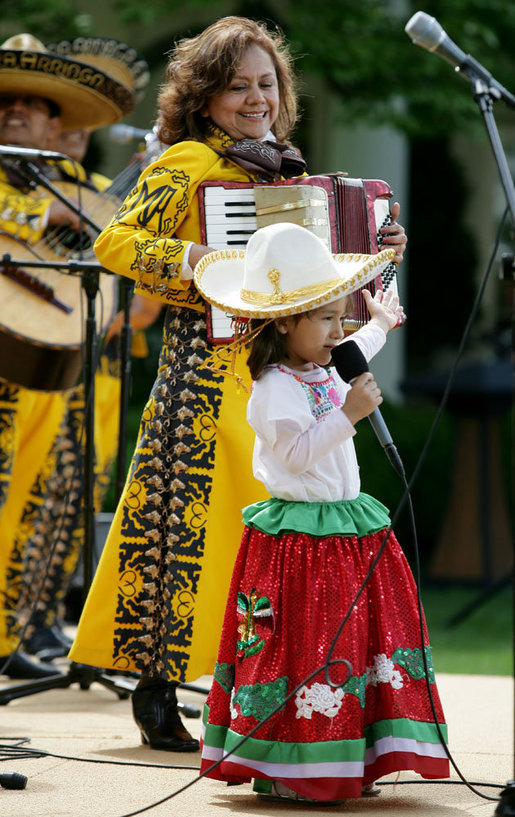
La celebración del Cinco de Mayo en la Casa Blanca.

Los poblanos son una de las principales comunidades de mexicanos en los Estados Unidos, están distribuidos en Nueva York, Oklahoma, Texas, Nuevo México, California, Pensilvania, Illinois y Georgia. La cultura de Puebla ha dejado un impacto importante en la cultura estadounidense, el festejo del 5 de mayo, que en México se conoce como La Batalla de Puebla es ya un ícono de la identidad poblana en los Estados Unidos.

### Potosinos
Los potosinos son la tercera comunidad más grande, se encuentran ubicados en casi todos los estados, pero su presencia destaca principalmente en estados como Texas, Georgia, Florida, Indiana, y Carolina del Norte.Los municipios que más emigrantes expulsan son Cerritos, Guadalcazar, Villa Juárez, Villa de Ramos, Rayón, Santa María del Río, Ahualulco entre otros.La comunidad potosina ha creado varios clubes en beneficio de la gente que vive en los diversos municipios, así creando fuentes de empleo.

### Sonorenses
Los sonorenses son una comunidad de mexicanos en los Estados Unidos, están distribuidos en Arizona, California, Texas, Nuevo México, Nevada, Colorado y Washington. La cultura de Sonora es compartida con la de Arizona, ambos estados están unidos por la identidad norteña de México y la del old west de los Estados Unidos.

### Tlaxcaltecas
Los tlaxcaltecas fueron primeros grupos que habitaron lo que hoy conocemos como el Suroeste de los Estados Unidos, 400 familias tlaxcaltecas emigraron forsozamente acompañados de diligencias españolas hacia lo que hoy es Texas, Nuevo México y California con el motivo de ayudar a la evangelización católica de los indígenas del norte de la Nueva España.

### Yucatecos
Los yucatecos son una comunidad poco numerosa de mexicanos en los Estados Unidos, están distribuidos en California, Oregón y Florida. Esta comunidad arribó a México desde el periodo colonial español a la península de la Florida y a Nueva Orleans, actualmente los yucatecos de los Estados Unidos mantienen su cultura y sus tradiciones.

### Zacatecanos
Los zacatecanos son una comunidad de mexicanos en los Estados Unidos, están distribuidos en Arizona, California, Texas, Nuevo México, Nevada, Florida y Alabama. El gobierno zacatecano estima 1/4 de la población del estado vive en los Estados Unidos; y de esta comunidad, el 75% de los zacatecanos reside en California.

## Comunidades mexicanas por localidad

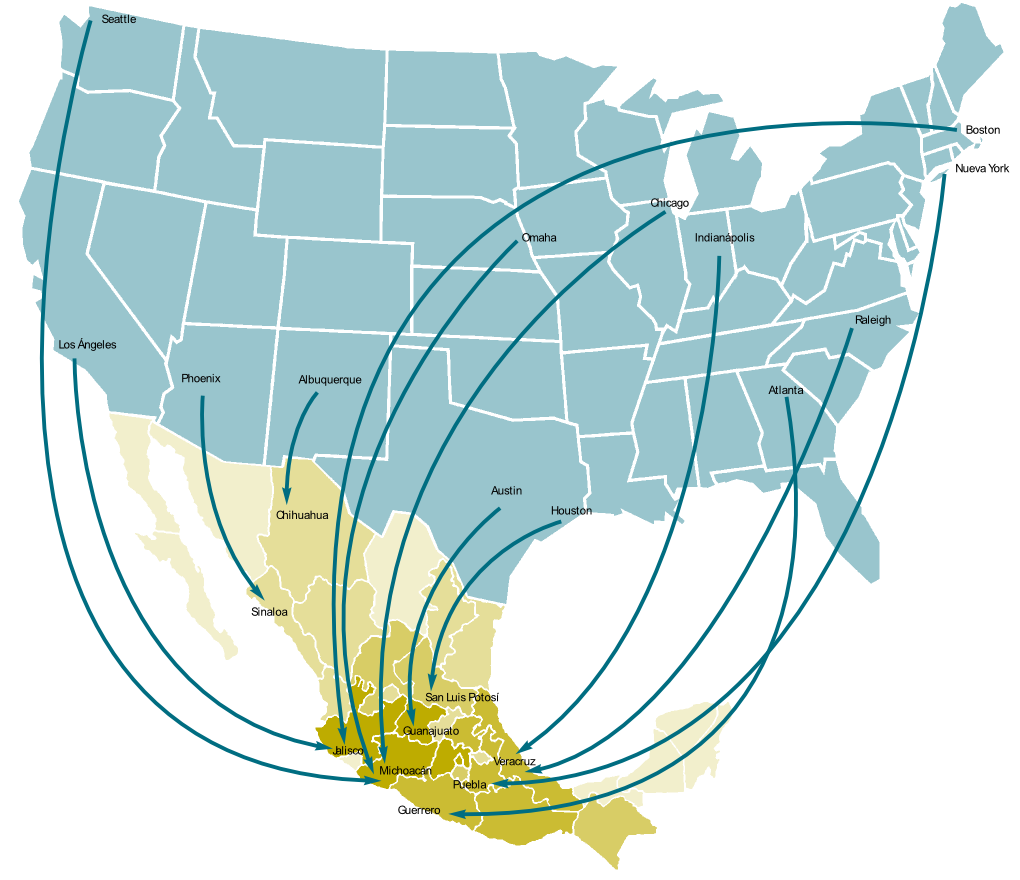
Flujo de Remesas Entre México y Estados Unidos (2006-2007).

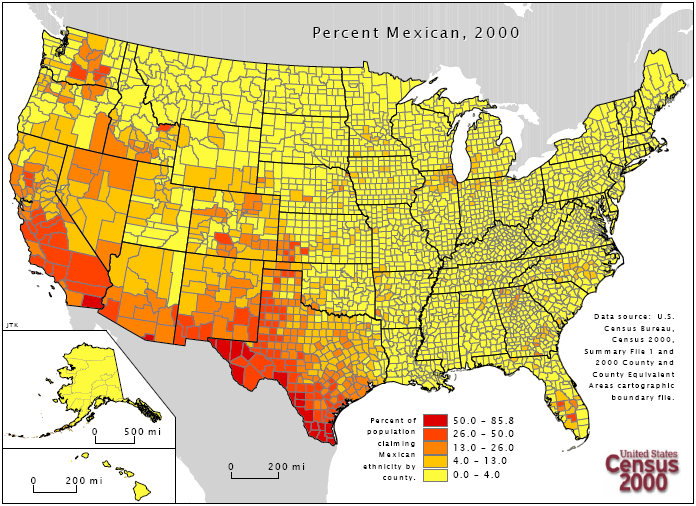
Asentamientos mexicanos en los Estados Unidos por condado (2000).

## Mexicanos en los Estados Unidos
- Dolores del Río (1905-1983), actriz.
- Bill Meléndez (1916-2008), animador, director de cine y productor cinematográfico.
- César Millán (1969-), "el encantador de perros", conductor de televisión
- Fernando Escandón, actor de voz, actor de doblaje y locutor.
- Anthony Quinn (1915-2001), actor de cine.
- Salma Hayek (1966-), actriz.
- Lupita Nyong'o (1983-), actriz.
- Alfonso Cuarón (1961-), cineasta.
- José José (1948-2019), cantante.
- Paulina Sodi (1984-), periodista.
- Fernando Colunga (1966-), actor.
- Eiza González (1990-), actriz.
- Juan Gabriel (1950-2016), cantante
- Luis Miguel (1970-), cantante.
- Martha Higareda (1983-), Actriz y guionista.
- Natanael Cano (2001), cantante

## Estadounidenses de ascendencia mexicana
- Michael Peña (1976-), actor.
- Selena Gomez (1992-), cantante y actriz.
- Marilyn Monroe (1926-1962), cantante y actriz.
- Jessica Alba (1981-), actriz.
- Tyler Posey (1991-), actor.
- Paul Rodríguez (1984-), patinador, actor y rapero.
- Becky G (1997-), cantante, actriz y modelo.
- Ashley Grace (1987-), cantante y compositora del dúo Ha*Ash.
- Hanna Nicole (1985-), cantante y compositora del dúo Ha*Ash.
- Julieta Venegas (1970-), cantante.
- Lynda Carter (1951-), actriz y cantante.
- Romina Power (1951-), cantante y actriz.
- Danny Trejo (1944-), actor.
- Jenni Rivera (1969-2012), cantante.
- Chiquis Rivera (1985-), cantante, empresaria y compositora.
- Pee Wee (1988-), cantante y actor.
- Louis C.K. (1967-), actor.
- Alexis Bledel (1981-), actriz.
- César Chávez (1927-1993), activista social.
- Óscar de la Hoya (1973-), boxeador, empresario.
- Eva Longoria (1975-), actriz.
- Alana de la Garza (1976-), actriz.
- Selena (1971-1995), cantante, actriz, empresaria.
- Bill Richardson (1947-), político, exgobernador de Nuevo México.
- Susana Martínez (1947-), política, gobernadora de Nuevo México.
- Alfredo del Mazo Maza (1975-), político
- 6ix9ine (1996-), cantante.
- Vikki Carr (1941-), cantante.
- Jay Hernández (1978-), actor.
- Luis Coronel (1996-), cantante.
- Adán "Chalino" Sánchez (1984 – 2004), cantante.
- A.B. Quintanilla (1963-), cantante y compositor.
- Edward James Olmos (1947-), actor y director.
- Demi Lovato (1992-), cantante y actriz.
- Fergie (1975-), cantante y actriz.
- Sara Paxton (1988-), actriz.
- Ritchie Valens (1941-1959), músico, cantante y guitarrista.
- Rey Mysterio (1974-), luchador profesional
- Caín Velásquez (1982-), peleador mma y luchador profesional
- Valentina (drag queen) (1991-), Drag Queen, actriz y cantante.
- Lorenzo Antonio (1969-), cantautor.
- Francia Raísa (1988-), actriz.
- Vince Neil (1961-), cantante.
- Jennifer Peña (1983-), cantante.
- Erika L. Sánchez (1984-), poeta y escritora.
- Samuel Kim Arredondo (2002-), cantante
- Sarah Schleper (1979-), deportista.
- Christian Serratos (1990-), actriz.
- Xolo Maridueña (2001-), actor.
- Loreto Peralta (2004-), actriz.